# 圣玛丽亚-德尔切德罗
圣玛丽亚-德尔切德罗（義大利語：Santa Maria del Cedro）是意大利科森扎省的一个市镇。总面积18平方公里，人口4997人，人口密度277.6人/平方公里（2009年）。ISTAT代码为078132。